# Eugenia kaieteurensis
Eugenia kaieteurensis är en myrtenväxtart som beskrevs av Gerda Jane Hillegonda Amshoff. Eugenia kaieteurensis ingår i släktet Eugenia och familjen myrtenväxter. Inga underarter finns listade i Catalogue of Life.